# Maj Reinhammar
Maj Reinhammar, född Söderlind 17 maj 1935 i Stockholm, är en svensk dialektolog och docent i nordiska språk vid Uppsala universitet.

## Biografi
Maj Reinhammar är äldsta dotter till Eric Söderlind och växte upp i Härnösand, där fadern var borgmästare. Hon avlade 1954 studentexamen vid Härnösands läroverk, och började därefter studera vid Uppsala universitet. Reinhammar blev filosofie magister 1959, filosofie licentiat 1968, och disputerade 1973 i nordiska språk på en avhandling om dativ i svenska och norska dialekter.
Hon är ledamot av Kungliga Gustav Adolfs Akademien. Åren 1999–2015 var hon redaktör för Svenska landsmål och svenskt folkliv. Hon har också varit chef för Dialekt- och folkminnesarkivet i Uppsala.
Sedan 2002 är hon hedersledamot av Norrlands nation, och nationens kafé, Majs café, är uppkallat efter henne.
Hon var från 1958 gift med dialektologen Vidar Reinhammar fram till hans död 2000, och tillsammans har de två barn.